# آشیل
آشیل (به یونانی: Ἀχιλλεύς, Akhilleus) شکل فرانسوی نام آخیلئوس قهرمان اسطوره‌ای یونان در داستان جنگ تروآ است. او بزرگ‌ترین جنگاور یونانی و شخصیت اصلی ایلیاد اثر هومر است. آشیل پسر یک نرئید به نام ثتیس، و پلئوس پادشاه پتیا بود.
بزرگ‌ترین پیروزی آشیل در جنگ تروآ، کشتن هکتور (شاهزاده تروآ) در بیرون دروازه‌های این شهر بود. هرچند مرگ آشیل در منظومهٔ ایلیاد شرح داده نمی‌شود، اما در منابع متعدد دیگر آمده است که او در حوالی پایان جنگ تروآ، به دست پاریس با یک تیر کشته شد.
پس از آن در متون افسانه‌ای (اول از همه در اثر حماسی ناتمام استاتیوس به نام آشیلید که در قرن یکم پس از میلاد نگاشته شد) ذکر کردند که تمام بدن آشیل آسیب‌ناپذیر و روئین بوده به جز پاشنه یکی از پاهایش، به این دلیل که وقتی آشیل نوزاد بوده، مادرش، ثتیس، بدن آشیل را در رودخانه استوکس فرو برده بود تا نامیرا شود، اما او را از پاشنه پا گرفته بود و همین عضو تنها نقطه آسیب‌پذیر بدن آشیل شده بود. اصطلاح پاشنه آشیل که به معنای نقطه ضعف است هم بر اساس همین افسانه ساخته شده و رواج یافته است. زردپی آشیل هم بر مبنای همین افسانه نام‌گذاری شده است.

## تولد و دوران کودکی
آشیل که از مادری آسمانی به نام تتیس و پلئوس، پدری فانی به دنیا آمده و مقدّر شده یا عمری طولانی داشته باشد یا عمری کوتاه در عوض نامش در تاریخ بماند. مادرش که می‌خواهد او عمری طولانی داشته باشد به او لباس زنانه می‌پوشاند اما در نهایت جنگجویی بزرگ می‌شود و به عبارت بهتر بزرگ‌ترین جنگجوی سراسر یونان شد. تتیس فرزندش را در کودکی در رودخانه استوکس غوطه ور ساخت و به ترتیب او رویین‌تن شد البته جز پاشنه پایش که در دست مادر بود.

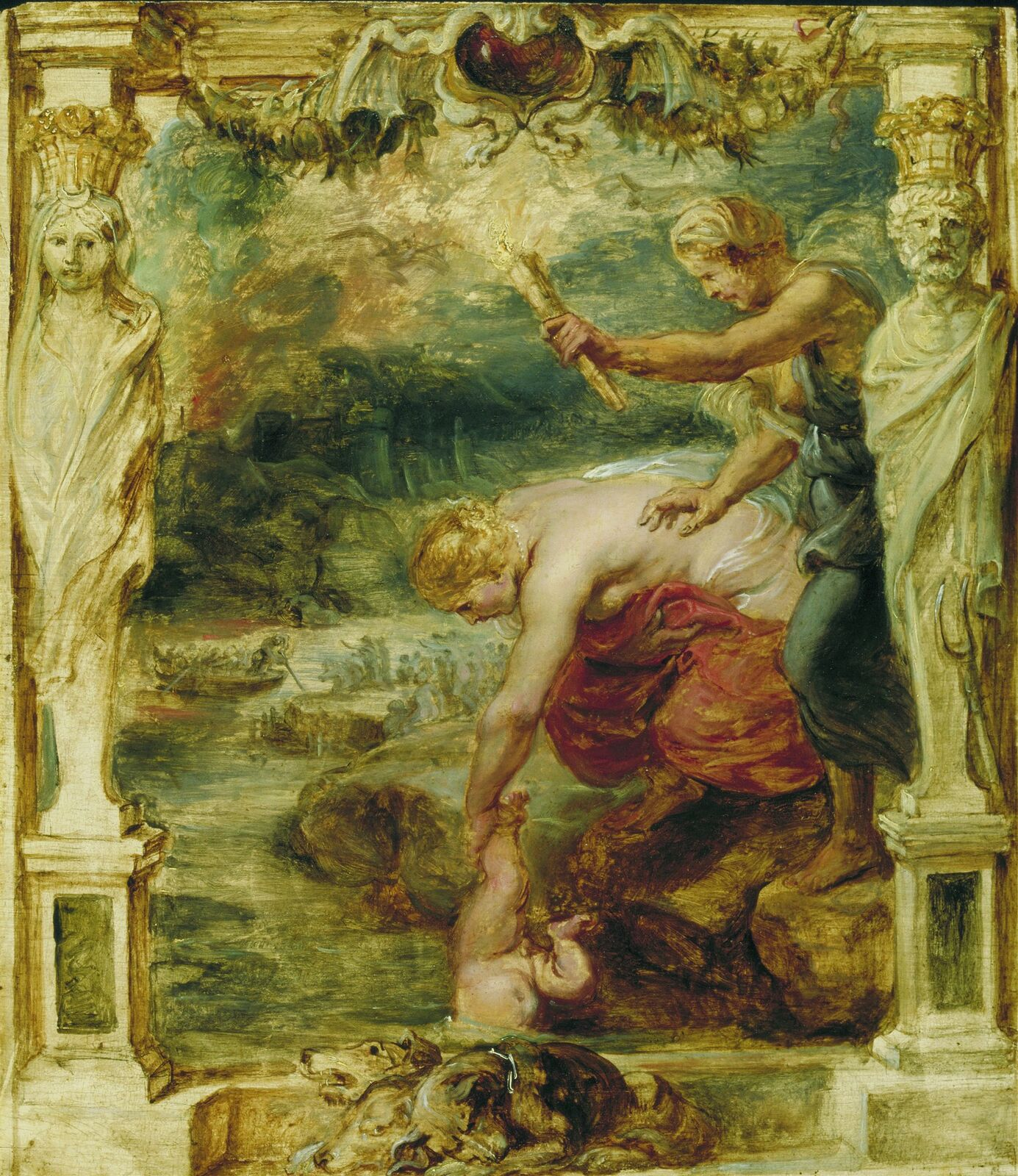
الهه تتیس، مادر آشیل، نوزادش را در رودخانه استوکس که از هادس می‌گذرد فرو می‌برد تا رویین‌تن شود. در پس‌زمینه، شارون قایقران دیده می‌شود که مرده‌ها را با قایق خود از رودخانه عبور می‌دهد. این صحنه توسط پیتر پل روبنس در حدود ۱۶۳۰ تا ۱۶۳۵ میلادی به عنوان بخشی از سری آشیل نقاشی شده است.

قبل از به دنیا آمدن آشیل، مادرش تتیس دیده بود که آشیل یا زندگی طولانی و خسته‌کننده‌ای خواهد داشت یا زندگی کوتاه اما در عوض نام او در تمام طول تاریخ به خاطر سپرده می‌شود. تتیس که ترجیح می‌داد پسرش زندگی بیشتری داشته باشد تصمیم گرفت لباسی دخترانه برتن او کند تا به دنبال جنگ نرود؛ اما روزی فرا رسید که اودیسئوس هوشمند آشیل را فریب داد. اودیسئوس دختران را به صف کرد و هدایای مختلفی را در جلوی آن‌ها قرار داد و آشیل تنها کسی بود که از بین هدایا شمشیر را انتخاب نمود و همین مسئله ثابت کرد او یک مرد است. 

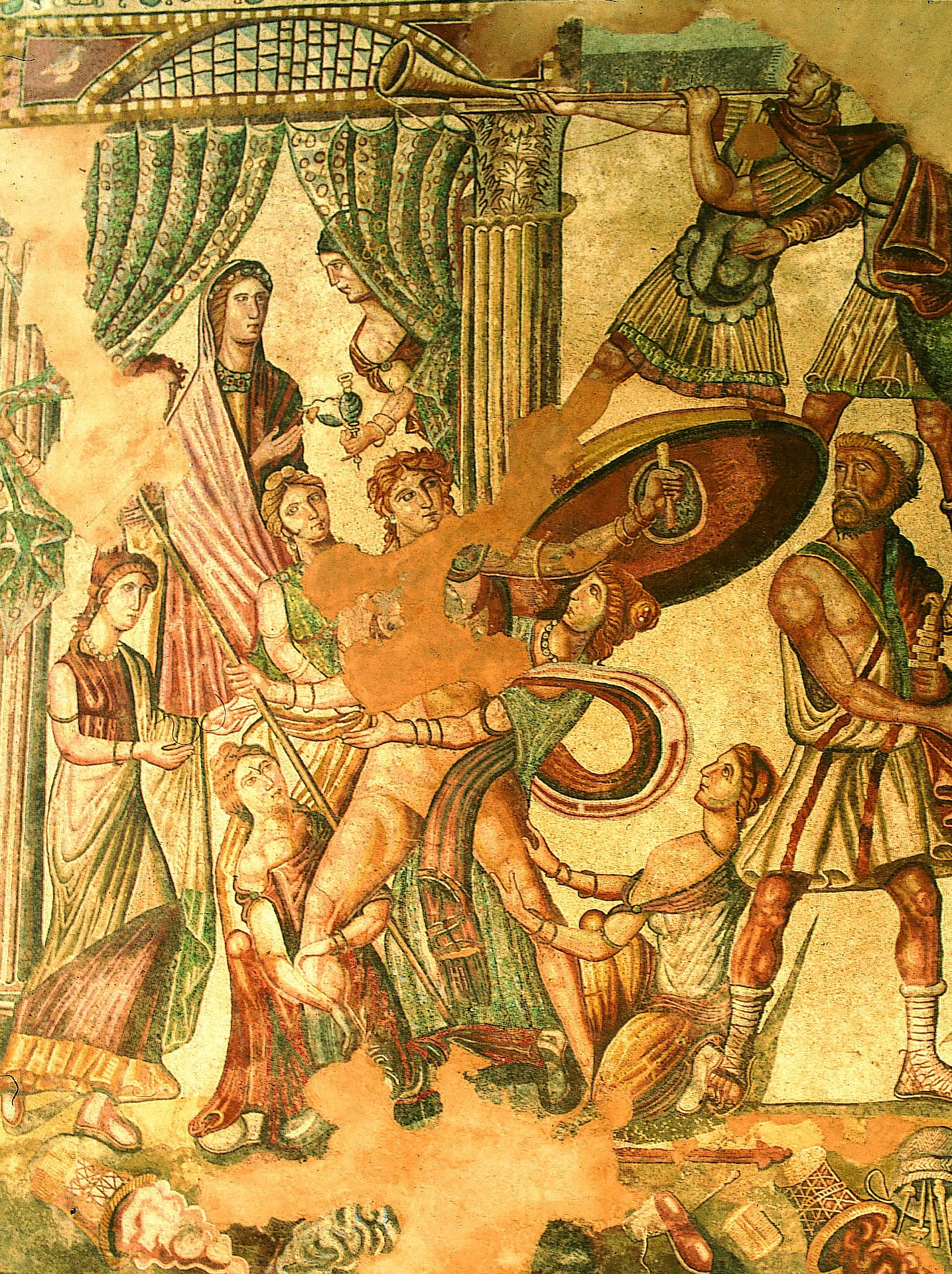
صحنه ای از ایلیاد که در آن اودیسئوس (یا اولیس) آشیل را در دربار سلطنتی اسکیروس در لباس زنانه و پنهان شده در میان شاهزاده خانم‌ها کشف می‌کند. موزاییکی رومی از لا اولمدا، اسپانیا، سنگ مرمر و شیشه‌های کاشی کاری شده، ابعاد ۲٫۲۰ در ۲٫۵۰ متر.

تتیس آشیل نوزاد را به هادس، جهان زیرین برد و او را از پاشنه گرفته، در رود سیاه جهان مردگان یعنی استوکس فروکرد و باعث شد بدنش فناناپذیر شود. تمام تن او جز پاشنه که در دست مادر بود به آن آب آغشته شد و تنها آن نقطه آسیب‌پذیر باقی‌ماند که بعدها به نام پاشنه آشیل به معنی نقطه ضعف یک فرد معروف گشت. همچنین پلئوس آشیل را نزد سانتور کیرون سپرد تا به او آموزش دویدن دهد، و وی بادپا شد.

## نبرد

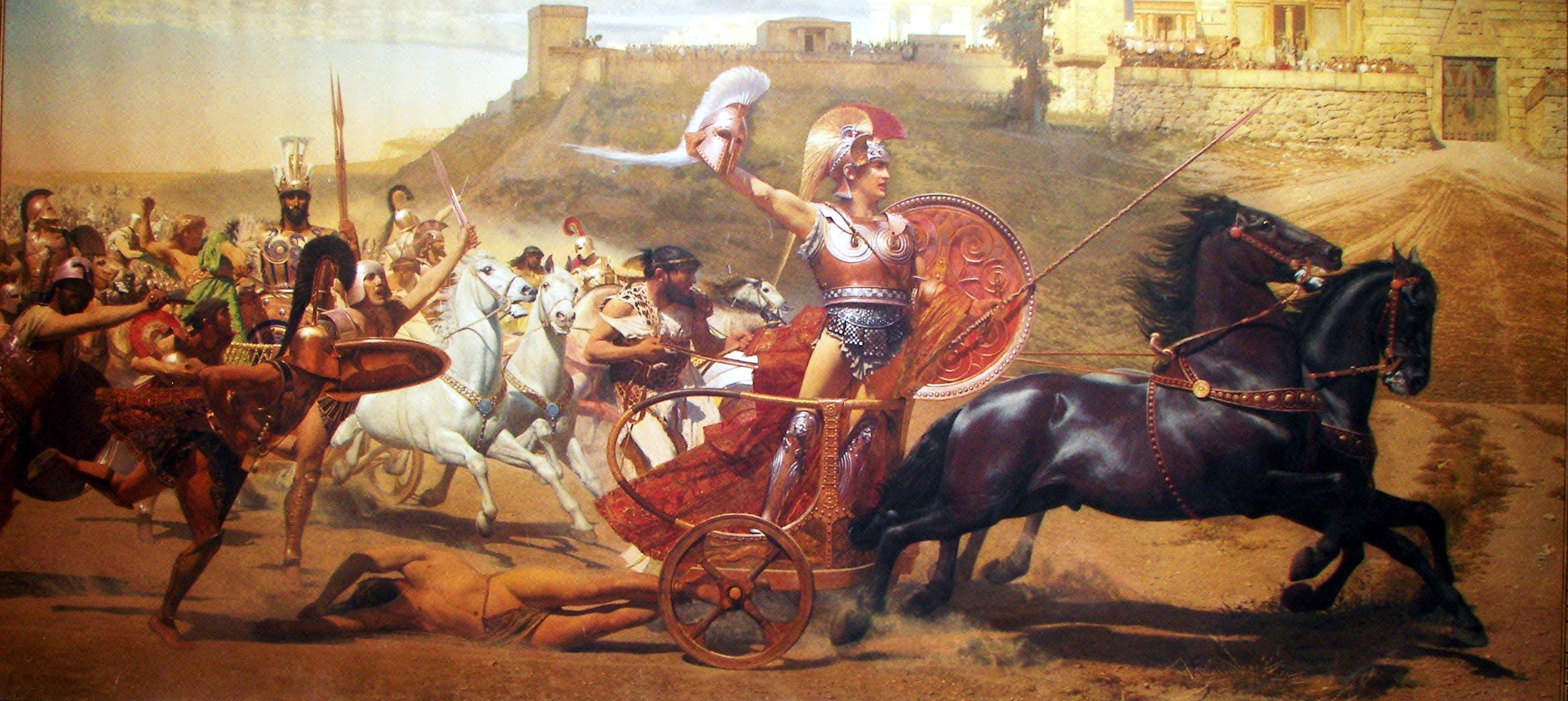
دور افتخار آشیل بعد از پیروزی در برابر هکتور

آشیل که قصد رفتن به جنگ تروا را نداشت یکبار دیگر فریب چرب زبانیهای اودیسئوس را خورده و با میل خود به این جنگ رفت. او همانند پدر خود رهبری جنگجویان میرمیدوس را به عهده داشت و همچنین پاتروکلوس پسر عمویش (در برخی تفسیرها دوست نزدیک یا معشوق آشیل) او را همراهی می‌نمود. در جنگ تروا او خود را به مانند یک جنگجوی شکست ناپذیر نشان داد و به تنهایی توانست بیست و سه شهر را فتح کند که شامل شهر لیرنسوس هم بود.
روایت منظومهٔ ایلیاد در میانه جنگ تروآ و از نزاع آشیل و آگاممنون (سرکرده یونانیان، پادشاه مسینی) آغاز می‌شود. آشیل آگاممنون را مجبور کرد دست از معشوقه‌اش خروسئیس بکشد، آگاممنون نیز وی را مجبور نمود دست از حمایت از برده‌ای به نامبریسئیس بکشد. در نتیجه آشیل قهر کرد و از جنگ کناره‌گیری کرد. با کنار رفتن آشیل جنگ یونانیان خوب پیش نمی‌رفت و بسیاری از رهبران یونانی غنیمت‌هایی را تقدیم این جنگجوی بزرگ می‌کردند، اما آشیل باز هم قبول نمی‌کرد. آگاممنون بریسئیس را به او پس می‌دهد تا بجنگد اما آشیل قبول نمی‌کند اما بریسئیس را می‌گیرد و به معبد بازمی‌گرداند.
در اینجا بود که هکتور فرمانده سپاه تروا معشوق آشیل، پاتروکلوس را می‌کشد و به دلیل شباهت زیادی که بین آشیل و پاتروکلوس بود، هکتور گمان کرد با آشیل مبارزه کرده و او را کشته است. همین مسئله باعث شد آشیل به انتقام جویی برخیزد و هکتور را کشته، و سپاه تروا را شکست دهد. آشیل به جسد هکتور بی‌احترامی کرد و او را به ارابهٔ خود بست و جلوی دیوارهای تروا کشاند، و همچنین از پس دادن جنازه هکتور به پدرش امتناع ورزید و به آن‌ها اجازه برگذاری مراسم تشییع جنازه را نداد.
پریاموس پادشاه تروا و پدر هکتور شب هنگام به‌طور مخفیانه نزد آشیل آمده و جنازه پسر خود را از او طلب می‌کند. آشیل بالاخره قبول کرده و به او اجازه بردن جنازه پسرش را می‌دهد و این یکی از تکان دهنده‌ترین صحنه‌ها در ایلیاد به‌شمار می‌رود. بنابر کتاب آشیلید از استاتیوس، قبل از پایان جنگ، پاریس فرزند کوچکتر پریاموس، شاه تروآ، آشیل را به تیری زهرآلود هدف قرار داد. آپولون، خدای خورشید، تیر را به پاشنه آسیب‌پذیر آشیل هدایت کرد و به زندگی کوتاه این پهلوان مشهور پایان داد. پس از این منوال تروا در دام کشمکش خدایان گیر افتاد و نابود شد.

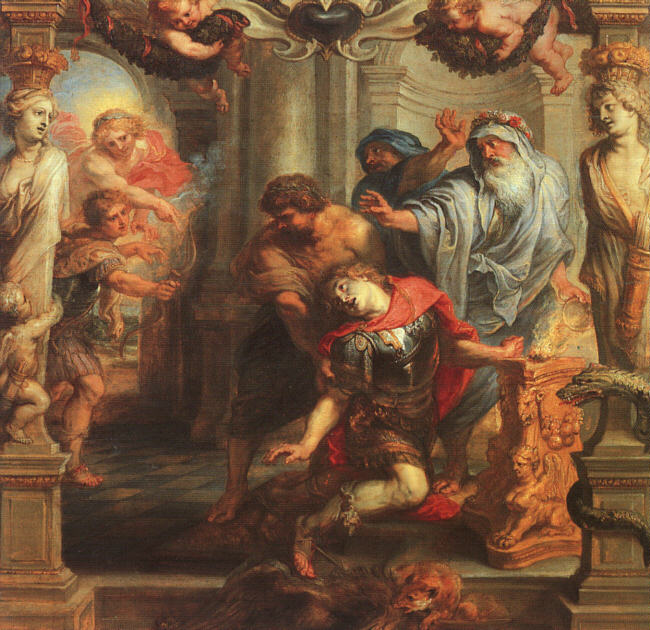
فرورفتن تیر زهرآگین به پاشنه آشیل و مرگ او. در سمت چپ تصویر پاریس کمان به دست به همراهی آپولون دیده می‌شود. اثر پتر پل روبنس، بین ۱۶۳۰ تا ۱۶۳۲ میلادی

### سلاح‌های آشیل
پس از مرگ آشیل، تصمیم می‌گیرند که به عنوان پاداش سلاح‌ها و زره او که به سفارش مادرش توسط هفائستوس ساخته شده بود را به شجاعترین جنگجوی یونانی بدهند. آیاس و اودیسئوس یکی دیگر از نیرومندترین جنگجویان یونان، بر سر این پاداش با یکدیگر به رقابت پرداختند.
هر دو قهرمان دربارهٔ شایستگی‌های خود برای به‌دست آوردن سلاح‌های آشیل سخنرانی می‌کردند، اما اودیسئوس برتری فراوانی در این زمینه بر آیاس داشت و جایزه به او داده شد. آیاس توسط آتنا به‌طور موقت دیوانه گشت و گوسفندان و نگهبانان یونانی را کشت. پس از مدتی آتنا او را به حالت عادی برگرداند، زمانی که به خود آمد از شرمساری خود را با شمشیر هکتور کشت. اودیسئوس نیز در انتها سلاح‌های آشیل را به پسرش نئوپتولموس داد.

## مرگ
در نبرد با تروا آشیل موجب پیروزی یونانیان شد اما طبق پیشگویی‌ها توسط پاریس از ناحیه پاشنه پا زخمی و کشته شد. از آن به بعد به نقاط ضعف افراد پاشنه آشیل نیز گفته می‌شود.